# Mleczara wyniosła
Mleczara wyniosła (Calotropis procera) – gatunek rośliny z rodziny toinowatych (Apocynaceae Juss.). Popularnie nazywana jest jabłkiem Sodomy. Występuje naturalnie w Afryce Północnej oraz Azji Zachodniej i Południowej. Wykorzystywana jest w medycynie.

## Rozmieszczenie geograficzne
Rośnie naturalnie w Maroku, Algierii, Libii, Egipcie (dolina Nilu, oazy, pustynie, wybrzeże Morza Czerwonego, Park Narodowy Gebel Elba, półwysep Synaj), Sudanie, Etiopii, Dżibuti, Somalii, Palestynie, Arabii Saudyjskiej, Iraku, Iranie, Afganistanie, Pakistanie i Indiach (stan Maharasztra).

## Morfologia
PokrójDrzewo lub krzew. dorasta do 1–4 m wysokości.
LiścieOgonek liściowy jest krótki. Liście mają zielonoszarą barwę. Są kształtu jajowatego lub odwrotnie jajowatego. Mają 10–30 cm długości i 5–15 cm szerokości.
KwiatyPłatki mają eliptyczny lub jajowaty kształt. Mają 5 mm długości i 3 mm szerokości. Pąki są prawie kuliste.
OwoceNasiona mają 6 mm długości i 4 mm szerokości. Owoc nie posiada miąższu, w środku natomiast między nasionami wypełniony jest włoskami.

## Biologia i ekologia
Rośnie na wysokości 170–600 m n.p.m. Naturalnymi siedliskami są piaszczyste równiny pustyni, mady. Lubi rosnąć także w pobliżu upraw rolniczych. Jest Diploidem (2n = 22). Roślina trująca.

## Obecność w kulturze
W Biblii mleczara jest symbolem zła i potępieniem Sodomy. Jest pospolita w okolicach Morza Martwego i dolnej części doliny Jordanu. Nie jest wymieniona z nazwy, ale znawcy roślin biblijnych uważają, że do niej odnosi się cytat z Księgi Powtórzonego Prawa (32,32): „Bo winny ich szczep ze szczepu Sodomy lub z pól uprawnych Gomory; ich grona to grona trujące, co gorzkie mają jagody”.